# Kutb al-Din Muhàmmad Txuqi
Kutb al-Din Muhammad Txuqi, Juki o Juqi (mort el 1445) fou un príncep timúrida fill de Xah Rukh i net de Tamerlà.

## Biografia
A finals de setembre de 1408 va tenir lloc a Herat, al Baghi Shihr (Jardí de la Vila) una gran festa per celebrar la circumcisió de dos fills de Xah Rukh; Baysunkur i Muhammad Txuqi o Juki. Poc després es va enviar un ambaixador a Fulad Khan del Desht-i Kiptxaq per demanar una princesa genguiskhànida per casar-se amb el príncep Muhammad Txuqi o Juki, que podria ser la filla d'Ideku, cap dels manguts.
El 1429 Iskandar ibn Kara Yusuf dels qara qoyunlu es va apoderar de Sultaniyya, Zandjan, Qazwin i Abhar que formaven part dels dominis de Xah Rukh, i aquest va haver de fer una nova expedició a l'Azerbaidjan al front d'un exèrcit. Va sortir d'Herat el 10 d'abril de 1429, i l'acompanyaven alguns dels seus fills (Ulugh Beg de Samarcanda i Kutb al-Din Muhammad); van arribar a Tabriz el 30 de juny de 1429, i el 17 de setembre de 1429 van enfrontar a Iskandar a Salmas; al primer dia Iskandar va acabar amb avantatge, però el segon dia (18 de setembre de 1429) fou derrotat i va fugir a l'Àsia Menor sent perseguit fins Erzerum per Kutb al-Din Muhammad Txuqi, al que va aconseguir eludir. Xah Rukh va donar el govern de l'Azerbaidjan amb seu a Tabriz a Abu Said, un altre fill de Kara Yusuf, que acceptava ser lleial als timúrides. El 1431 Iskandar va tornar a l'Azerbaidjan i va ocupar Tabriz matant el seu germà Abu Said.
El 1435 Iskandar ibn Kara Yusuf que ja s'havia apoderat de l'Azerbaidjan va atacar a Khalil Allah xirvanxah de Xirvan, el qual va demanar ajut a Xah Rukh (del que era vassall). Aquest va preparar la tercera invasió i va sortir d'Herat el 5 de novembre de 1434, passant l'hivern a Rayy. L'acompanyava altre cop Kutb al-Din. Des de Rayy van passar a Tabriz que van ocupar el 27 de juliol de 1435 sense lluita. Iskandar i els seus amirs havien fugit i Kutb al-Din Muhammad Txuqi fou enviat a buscar-lo, però no en va poder trobar ni rastre. Un altre germà d'Iskandar, Djahanshah ibn Kara Yusuf, va abandonar al seu germà i es va presentar a Xah Rukh i se li va sotmetre i el va seguir Amirzada Shah Ali ibn Amirzada Shah Muhammad ibn Amir Kara Yusuf. Djahanshah fou nomenat a Tabriz i va llegir la khutba en nom del sultà timúrida, en el nom del qual també es van encunyar monedes.
El 1445 la malaltia de Xah Rukh va provocar les lluites pel poder. La reina Gawhar Shad va fer jurar com a hereu al seu net Ala al-Dawla Abd Allah, al que un grup d'emirs va donar suport. Però Xah Rukh es va recuperar i com que hi havia encara dos fills vius (Ulugh Beg de Samarcanda i Kut al-Din) la designació d'Ala al-Dawla va quedar en suspens. Però poc després va morir Kut al-Din aplanant el camí a Ulugh Beg com a successor.
A la mort Kutb al-Din Muhammad Txuqi, els seus fills Abu Bakr Mirza i Muhammad Kasim Mirza van rebre el govern de la província de Balkh i dependències, que es van repartir.

## Família

### Esposes i concubines
- Mihr Nigar Khanum (filla de Xams-i Jahan, prìncep del kanat de Mogolistan)
- Bakht Dawlat
- Bulghan Mughul
- Khanum (filla d'Edigu, kan de l'Horda Nogai)
- Taj al-Islam Khan (filla de Kara Osman Ak Koyunlu)

### Fills
- Amb Mihr Nigar Khanum
  - Suyurghatmish
  - Tukal Khanum
- Amb Bakht Dawlat
  - Muhammad Qasim (nascut 1422, + ?)
  - Abu Bakr (1427 – 1448?)
  - Sa'adat Sultan
- Amb Bulghan Mughul
  - Ali (1423 – 1424)
  - Qutlugh Sultan
  - Zubayda Sultan